# Ephippiochthonius volkeri
Espèce
Ephippiochthonius volkeri est une espèce de pseudoscorpions de la famille des Chthoniidae.

## Distribution
Cette espèce est endémique de Crimée en Ukraine. Elle se rencontre sur le mont Syundyurlyu-Kayasy dans la grotte Syundyurlyu-Kobasy.

## Description
Le mâle holotype mesure 1,19 mm et la femelle paratype 1,09 mm.

## Étymologie
Cette espèce est nommée en l'honneur de Volker Mahnert. 

## Publication originale
- Turbanov & Kolesnikov, 2021 : « Three new hypogean species of the false scorpions genus Ephippiochthonius Beier, 1930 (Arachnida: Pseudoscorpiones: Chthoniidae) from the Crimean Peninsula. » Arthropoda Selecta, vol. 30, no 2, p. 193–204 (texte intégral).